# 国际 (政治组织)
国际（義大利語：L'Internazionale），前称共产主义工人圈子，是意大利的一个托洛茨基主义组织。该组织的意识形态是共产主义、马克思主义、列宁主义、托洛茨基主义、女性主义。该组织的政治立场是极左翼。该组织活动于意大利中北部的一些城市，总部位于里窝那。该组织出版刊物《国际》和《阶级斗争》。该组织是国际共产主义联盟的附属组织。